# Apogon fragilis
Apogon fragilis es una especie de pez de la familia de los apogónidos en el orden de los perciformes.

## Morfología
Los machos pueden alcanzar los 5,5 cm de longitud total.

## Distribución geográfica
Se encuentran desde África Oriental hasta la Gran Barrera de Coral.